# Habib Dembélé

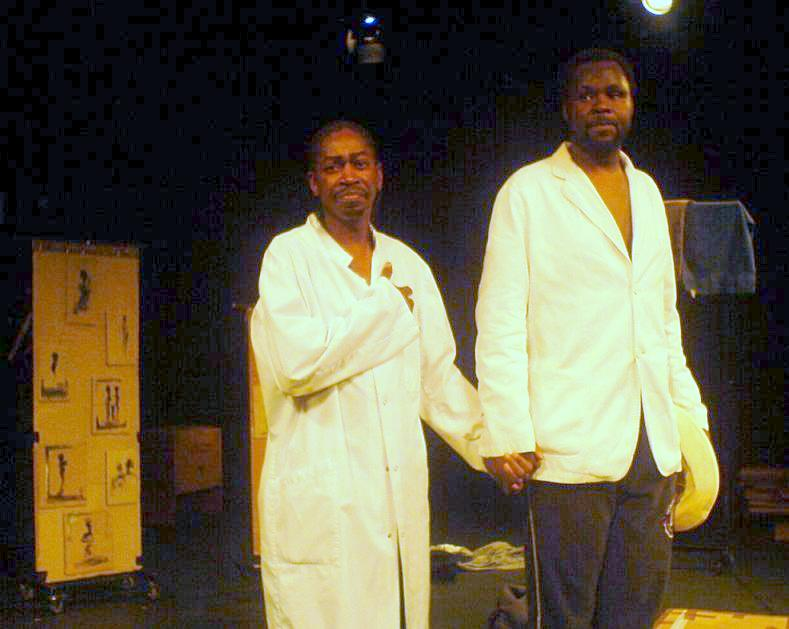
Habib Dembélé, links

Habib Dembélé (* 19. April 1962 in San, Mali) ist ein malisch-französischer Schauspieler, Romancier, Dichter, Dramatiker und Politiker.

## Leben
Habib Dembélé wurde 1962 in San als Sohn eines Zollbeamten geboren. Er besuchte die Institut National des Arts in Bamako.
1989 hatte Dembélé in dem Film Finzan seinen ersten Auftritt.
Er lebt in Paris.
1997 wurde er zum Ritter des Ordre National du Mali ernannt, 2007 zum Offizier und 2016 zum Kommandeur.
2002 war er Kandidat bei den Präsidentschaftswahlen in Mali.

## Filmografie
- 1989: Finzan (Finzan: A Dance for the Heroes)
- 1993: Lala ni Binefou (Fernsehfilm)
- 1995: Guimba – Der Tyrann (Guimba, un tyran une époque)
- 1996: Macadam tribu
- 1999: Genesis (La genèse)
- 2001: Sia, the Myth of the Python (Sia, le reve du python)
- 2003: Moolaadé – Bann der Hoffnung (Moolaadé)
- 2006: Das Weltgericht von Bamako (Bamako)
- 2007: Faro – La reine des eaux
- 2009: Quand la ville mord (Fernsehfilm)
- 2011: En attendant le vote…
- 2015: Laurent et Safi
- 2016: Feu mon corps
- 2016: Wùlu
- 2017: Wallay
- 2021: OSS 117 – Liebesgrüße aus Afrika (OSS 117: Alerte rouge en Afrique noire)